# Microrégion de Redenção

Localisation de la Microrégion de Redenção

La microrégion de Redenção est l'une des sept microrégions qui subdivisent le Sud-Est de l'État du Pará au Brésil.
Elle comporte 7 municipalités qui regroupaient 165 831 habitants en 2006 pour une superficie totale de 21 269 km2.

## Municipalités[1]
- Pau d'Arco
- Piçarra
- Redenção
- Rio Maria
- São Geraldo do Araguaia
- Sapucaia
- Xinguara